# 국제협동조합연맹
국제협동조합연맹(International Co-operative Alliance, ICA)은 세계 각국의 협동조합을 대표하는 세계 최대의 비정부기구로, 전세계 94개국의 268개 협동조합에 소속하고 있는 10억명 이상의 조합원('13.8월 기준)을 대표하고 있다. 본부는 벨기에 브뤼셀에 있다.('11년 스위스 제네바에서 이전)

## 연혁
1886년 영국 협동조합대회에서 연맹 창설에 관한 의견(프랑스의 E.D. Boyve의 제안)이 있었고,
1895년제1회 ICA 대회가 영국 런던에서 개최되며 협동조합의 국제적 연합체 ICA가 발족되었다.
- 1893년 8월 프랑스, 벨기에, 이탈리아, 독일, 네델란드 등이 참여한 회의에서 H.C.Plunkett은 생산자협동조합 외에도 소비자협동조합, 농업협동조합, 신용협동조합 등 다양한 형태의 협동조합 참여를 제안하여 동의를 받았고, G.J.Holyoake는 ICA라는 명칭을 제안함

## 조직
조직으로는 전체총회, 지역총회(유럽, 아시아-태평양, 아프리카, 남북아메리카), 이사회(23명), 전문위원회(4개), 분과기구(8개), 감사관리위원회, 지역사무소 등이 있다.

### 총회
최고정책기관인 전체총회는 2년마다 개최하고 지역총회도 2년마다 열리나 총회와 겹치지 않도록 격년으로 전체 총회와 번갈아가며 개최 한다. 지역총회는 아프리카, 아메리카, 아시아-태평양, 유럽 지역으로 나누어 개최한다. 총회에서 결정한 사항을 지역별로 집행하고 지역 상호간 협력을 증진하며 지역문제에 관한 의견을 나눈다.

### 위원회
위원회에서는 ICA를 전체적으로 감독하고 예산을 설정하며 회원 문제에 관한 결정권이 있다. 감사규제위원회는 재정상황을 감독하고 총회와 위원회에 보고서를 제출한다. 처음에는 생산협동조합의 힘이 강했지만, 차차 소비조합으로 중심이 옮겨가는 추세이다.

### 특수기구
특수기구로 국제협동조합농업기구, 국제은행협동조합, 국제소비자협동조합, 국제에너지협동조합, 국제상호보험협동연합 등이 있다.

### 특별위원회
특별위원회로는 통신위원회, 세계 HRD위원회, 협동조합조사위원회, 세계여성위원회 등이 있다.

## 한국과의 관계
대한민국은 농업협동조합중앙회가 1963년에 회원으로 가입하여 그동안 농업분야에서 주도적인 역할을 수행하고 있다. 1997년 9월 제네바 총회에서 원철희 당시 농협중앙회장이 ICA 이사회의 이사로 피선된 바 있으며, 이후 역대 농협중앙회장이 ICA 이사로 활동하였다. 
한편, 한국 농업협동조합중앙회는 1998년 세계 농업협동조합을 대표하는 공식기구인 ICA 농업분야 분과기구 ICAO(국제협동조합농업기구, International Cooperative Agricultural Organization) 회장으로 선출된 이후 농협중앙회 내에 ICAO 사무국을 설치/운영하고 있음.
2008년 12월 베트남 하노이에서 열린 ICA이사회에서는 iCOOP생협의 가입이 만장일치로 승인되었다. 이로써 iCOOP생협은 ICA의 220번째 회원국이 되었다. 현재까지 ICA에 가입된 한국 협동조합은 농협, 새마을금고, 산림조합중앙회, 신협, 수협, 일하는 사람들의 협동조합이 있으며 준회원으로는 두레생협과 대학생협이 가입되어 있다.